# Салопеки Модруські
45°09′ пн. ш. 15°16′ сх. д. / 45.15° пн. ш. 15.26° сх. д.
Салопеки Модруські (хорв. Salopeki Modruški) — населений пункт у Хорватії, в Карловацькій жупанії у складі громади Йосипдол.

## Населення
Населення за даними перепису 2011 року становило 69 осіб.
Динаміка чисельності населення поселення: